# Klement III., protupapa
Protupapa Klement III., rođen kao Guibert of Ravenna, katolički protupapa 1080., te od 1084. do 1100. godine. 